# Diedrich von der Hellen
Diedrich Nikolaus Cornelius von der Hellen (* 5. März 1819 in Wellen; † 7. Januar 1892 in Wellen) war ein preußischer Parlamentarier.

## Biografie
Diedrich von der Hellen war Rittergutsbesitzer in Wellen im Amt Lehe, ferner auf der Weserinsel Luneplate. Er vertrat den Wahlkreis Hannover 33 im Preußischen Abgeordnetenhaus während der 14. und 15. Legislaturperiode. Er war Mitglied der Nationalliberalen Partei.

### Familie
Seine Eltern waren der Herr auf Wellen Dietrich Wilhelm von der Hellen (* 9. April 1786; † 11. Oktober 1862) und dessen erster Ehefrau Cornelia Johanna Rom (* 2. Februar 1794; † 5. März 1819).
Er heiratete am 18. Juni 1848 Auguste Charlotte Margarete Schwertfeger (* 25. Januar 1823). Das Paar hatte mehrere Kinder:
- Dietrich August (* 15. Juni 1850; † 25. September 1919), Forstmeister
- Elisabeth Agnes (* 2. August 1853; † 5. Juli 1930)
- Karl Julius (* 1. Dezember 1854; † 1. September 1913), Herr auf Wellen ⚭ 1894 Else von Velsen (* 5. März 1866; † 4. April 1910)
- Wilhelmine Henriette Engeline (* 26. Oktober 1856; † 22. Juni 1936) ⚭ 1880 Dr. med. Paul Wilhelm Gottfried Zaddach (* 14. Mai 1849; † 9. Februar 1926)
- Ermine Adelheid Sophie (* 31. Mai 1858; † 5. Januar 1927) ⚭ 1884 Dr. med. Wilhelm Zaddach (* 14. August 1845; † 13. Februar 1900)
- Bruno Wilhelm Meno (* 14. September 1861; † 22. Januar 1931) ⚭ 1890 Bertha Thee (* 27. März 1870; † 3. April 1922)
- Eduard Johann Heinrich  (* 27. Oktober 1863; † 17. Dezember 1927) ⚭ 1889 Martha Emma Franziska von Crüger (* 16. Mai 1863; † 28. Juni 1934)